# Gartental
Gartental ist ein Ort im Departamento Río Negro in Uruguay und liegt in der Nähe von San Javier, dem es auch politisch zugeordnet ist. Gartental wurde 1951 von Mennoniten aus Westpreußen, Danzig und Russland gegründet – durch Parzellierung der früheren Estanzia „Brabancia“ konnten anfangs 435 Personen untergebracht werden. Auf den tiefgründigen, dem Schwemmland des Río Uruguay und des Río Negro entstammenden Äckern wird neben Milchwirtschaft der Anbau von Weizen, Gerste, Hafer, Zuckerrüben und Mais betrieben.